# 아욜리
아욜리(프랑스어: aïoli; 오크어: alhòli 알룔리; 카탈루냐어: allioli 알리올리)는 마늘과 올리브유로 만든 지중해식 소스이다.
프랑스 남부 지역(프로방스), 이탈리아 북부 지역(리구리아) 및 스페인의 지중해 연안 지역(발렌시아·카탈루냐·무르시아 및 안달루시아 동부와 발레아레스 제도) 요리에 쓰인다.